# Gerrit Jacobsz. Witsen

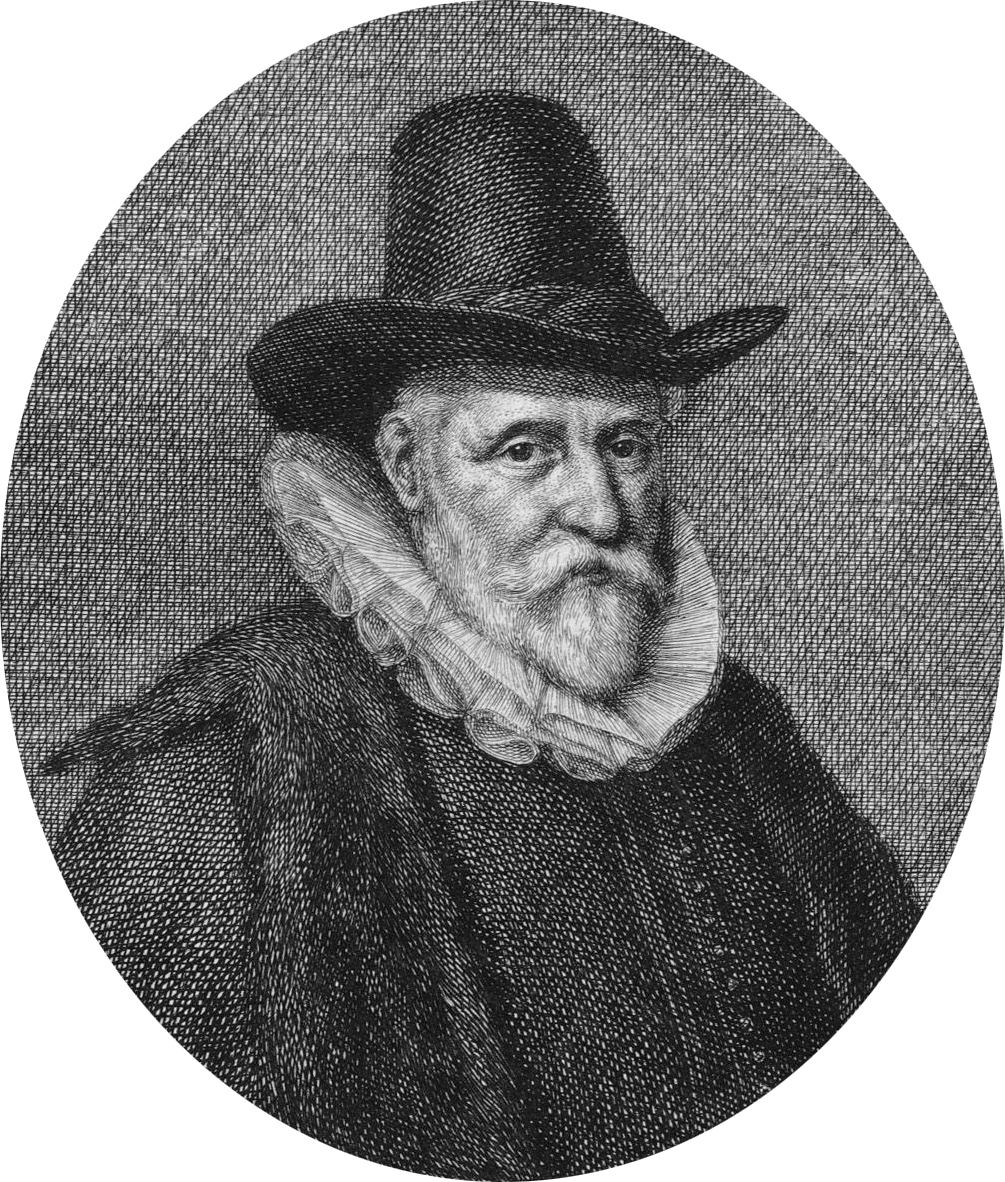
Gerrit Jacobsz Witsen

Gerrit Jacobsz. Witsen (onbekend - 1626) was een Nederlands invloedrijk koopman in zout op Frankrijk en Portugal en graan op de Oostzee. Hij was de zoon van Jacob Hendriksz. Witsen (1500-1587) die ca. 1557 van Akersloot naar Amsterdam trok en zich vestigde als binnenlandsvaarder op de Nieuwendijk.

## Leven en werk
Over zijn jeugd is niet veel bekend. In 1591 kocht Gerrit Witsen een lijnbaan op de Lastage. Rond 1605 was hij bewindhebber van een compagnie op Guiana en stuurde daar mensen naartoe. In 1609 kocht hij een scheepstimmerwerf op het eiland Marken. In 1614 leidde een fusie van vier Amsterdamse en een Hoornse Compagnie tot de oprichting van de Compagnie van Nieuw-Nederland. Tot de bewindhebbers behoorden Gerrit Jacobsz. Witsen en Lambert van Tweenhuysen. Hij werd in 1614 door bemiddeling van stadhouder Maurits koopman op Moscovië, samen met twee neven Jan en Jonas, en stimuleerde de benoeming van Isaac Massa. Hij was burgemeester in 1609, 1613 en 1618. Hij werd gepasseerd door Reynier Pauw. Witsen was nauw betrokken bij de Derde Vergroting van Amsterdam, waarbij zijn collega Frans Hendricksz. Oetgens en Bartold Cromhout een dubieuze rol speelden.
Witsen was drie keer getrouwd: eerst met Grietje Hillebrands van Renegom; in 1593 met Grietje Baltus Appelman, een dochter van burgemeester Balthazar Appelman; in 1604 met Agnietje Reynst. Gerrit Witsen woonde op de Nieuwezijds Kolk; hij is geportretteerd door Michiel Jansz. van Mierevelt. Zijn dochter Aertge Witsen (1599-1652) trouwde in 1617 met Cornelis Bicker.